# تقويم جلالي
التقويم الجلالي الذي يعرف أيضا بمالكشاهي أو السلطاني، هو تقويم شمسي وضعه عمر الخيام في 15 مارس 1079، بأمر الوزير نظام الملك في عهد جلال الدين ملكشاه سلطان الدولة السلجوقية (1072-1092 م) باستخدام البيانات الفلكية من مراصد أصفهان (عاصمة السلاجقة) والري ونيسابور. أمر السلطان جلال الدين ملكشاه مجموعة من الفلكيين تحت أمر عمر الخيام بوضع تقويم شمسي جديد، فبنى التقويم الجديد على التقويم الفارسي فكان التقويم يبدأ من الاعتدال الربيعي (النوروز) لمدة اثني عشر شهرًا كل واحد منهم طول 30 يومًا، وتضاف خمسة أيام للكل سنة عادية وستة لكل سنة كبيسة.
التقويم دقيق جدا فيظهر فيه خطأ يوم كل 5000 عام مقارنة بالخطأ في التقويم الغريغوري البالغ يوم كل 3330 يوم. هذا الفرق آتي من أن السنة في هذا التقويم تساوي 365,242124 يوم. هذا التقويم لا زال مستخدم في أفغانستان وكان مستخدم في إيران حتى عام 1979.

## أنظر أيضا
- تقويم إيراني
- تقويم هجري شمسي
- تقويم أرمني